# Карлскруна
Карлскру́на (швед. Karlskrona) — административный центр шведского лена Блекинге. Заложен Карлом XI как главная (а теперь и единственная) база шведского флота на 33 островах у берега Балтийского моря. Название в переводе означает «корона Карла». Население — 62 804 жителей (2009).

## История

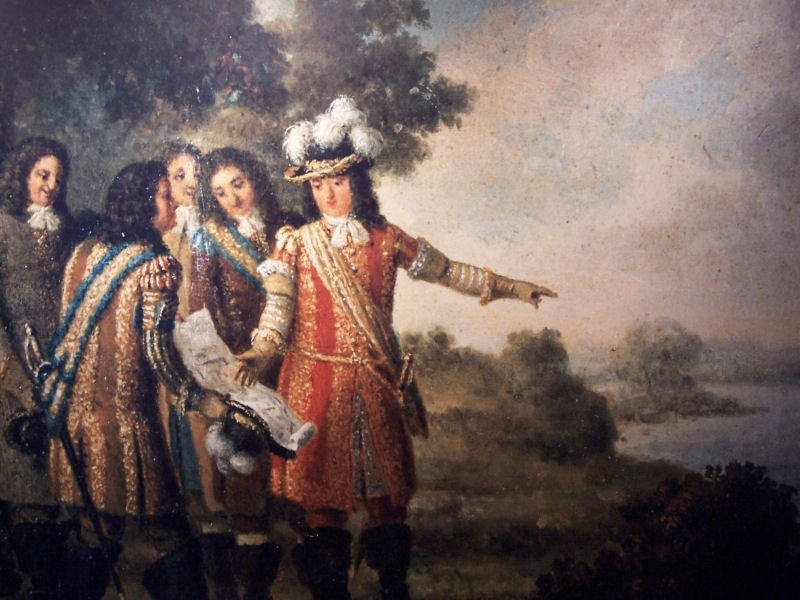
Основание Карлскруны

Город Карлскруна был заложен в 1680 году королём Швеции Карлом XI, в XVII веке был тщательно распланирован лучшими архитекторами своего времени и до сегодняшнего дня остается одним из наиболее ярких примеров позднеренессансного градостроительства, в связи с чем внесён в список Всемирного наследия. 
Среди достопримечательностей — самая большая в стране деревянная церковь (1685) и два пышных барочных храма начала XVIII века — кирха Святой Троицы (Немецкая кирха, 1709 г.) и кирха Фредрика (1744 г., оба спроектированы Никодемусом Тессином-младшим).
Во время Северной войны Карлскруна была одним из самых населённых городов Швеции, а местная судоверфь — крупнейшим в Скандинавии работодателем. 
В 1790 году город почти полностью был уничтожен пожаром.
С падением военной мощи упало и значение Карлскруны, теперь это тихий провинциальный город.
Недалеко от города расположена главная шведская военно-морская база (см. Инцидент с подводной лодкой С-363).

## В культуре
В сказке «Чудесное путешествие Нильса с дикими гусями» описываются ожившие памятники (Бронзовый и Деревянный), установленные в Карлскруне. 

## Города-партнёры
- Хиллерёд, Дания
- Хортен, Норвегия
- Ловийса, Финляндия
- Олафсфьордур, Исландия
- Клайпеда, Литва
- Гдыня, Польша
- Балтийск, Россия
- Росток, Германия
- Айзпуте, Латвия